# Mikhaïl Tiourine
Pour les articles homonymes, voir Tiourine.
Mikhaïl Vladislavovitch Tiourine (en russe : Михаил Владиславович Тюрин) est un  cosmonaute russe, né le 2 mars 1960.

## Biographie
Mikhaïl Tiourine est né le 2 mars 1960 à Kolomna (à une centaine de km de Moscou). Diplômé de l'Institut d'aviation de Moscou en 1984, il devient cosmonaute en 1993. Marié, il est père d'une fille, née en 1982.

## Vols réalisés
- 10 août 2001 : il quitte la Terre à bord de la navette spatiale (vol STS-105) et passe 125 jours à bord de la station ISS (Expédition 3), retournant sur Terre le 15 décembre 2001 avec le vol STS-108.
- 18 septembre 2006 : lancé à bord de Soyouz TMA-9, dont il est le commandant; membre de l'Expédition 14; retourne sur Terre le 20 avril 2007 à bord de Soyouz TMA-10.
- 7 novembre 2013 : lancé à bord de Soyouz TMA-11M, dont il est le commandant; membre de l'Expédition 38 et de l'Expédition 39. Il revient sur Terre le 14 mai 2014.

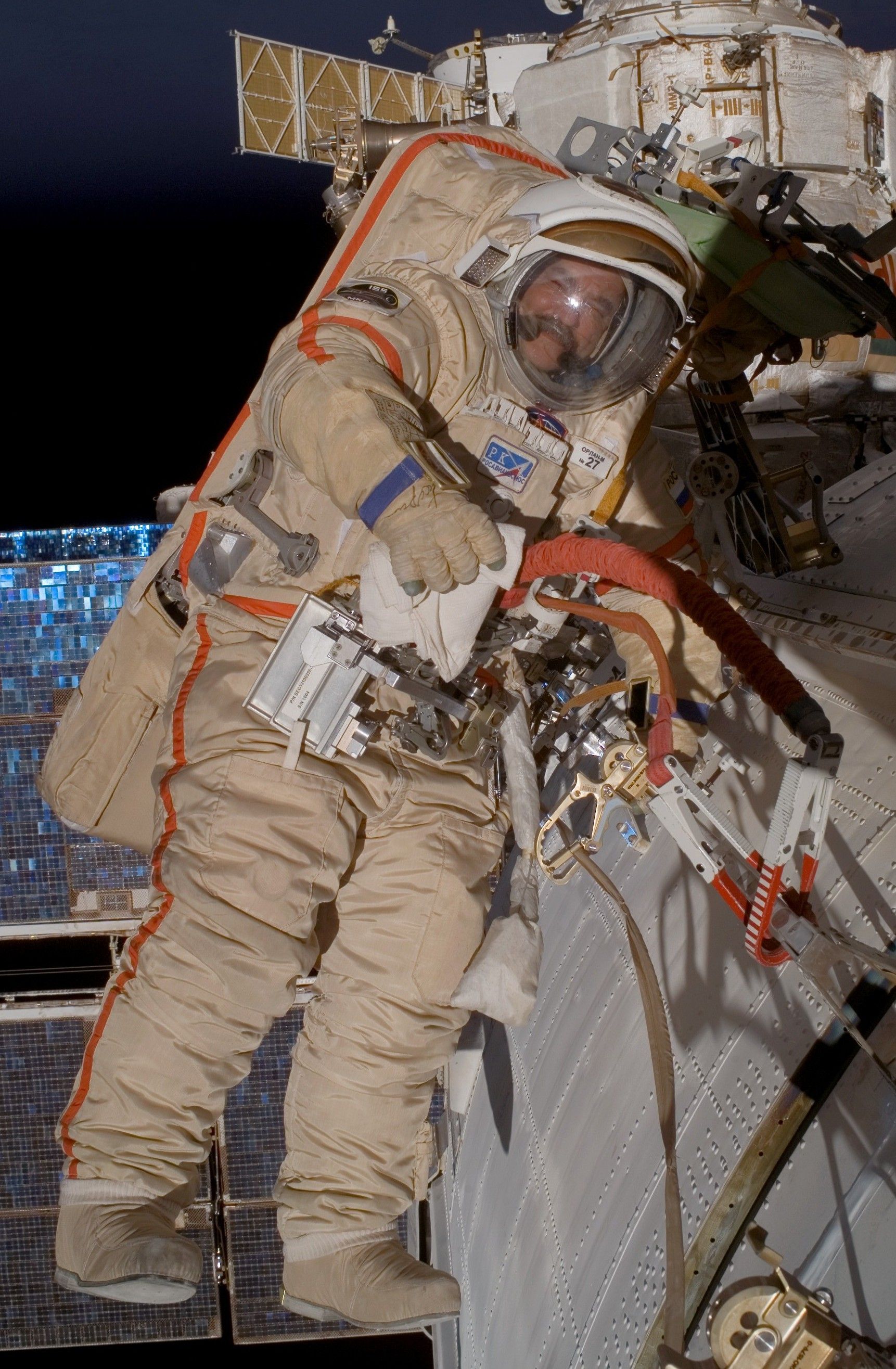
Mikhaïl Tiourine lors d'une sortie extravéhiculaire.